# Sébastien Chabal

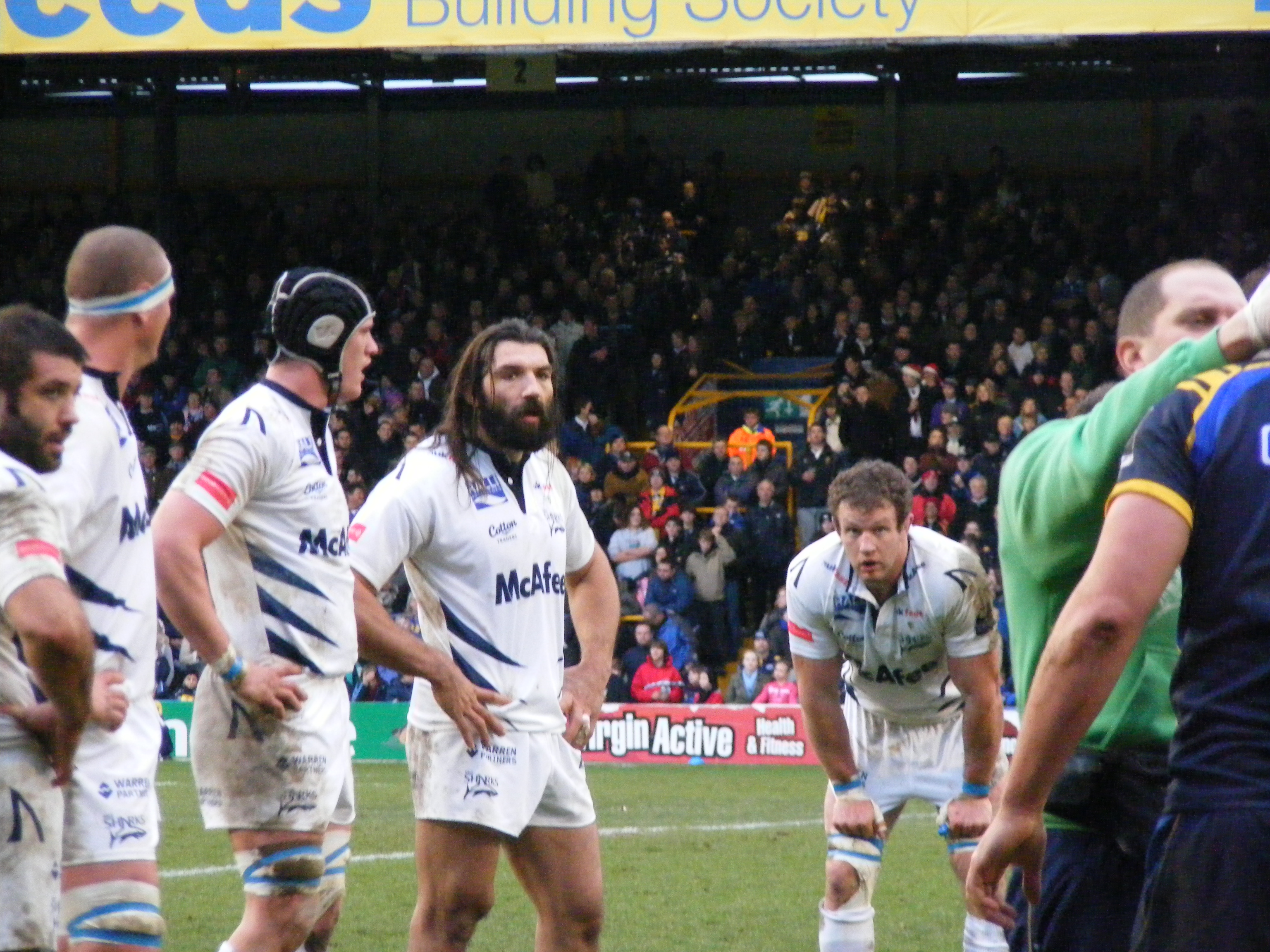
Sébastien (centro) con los Sale Sharks.

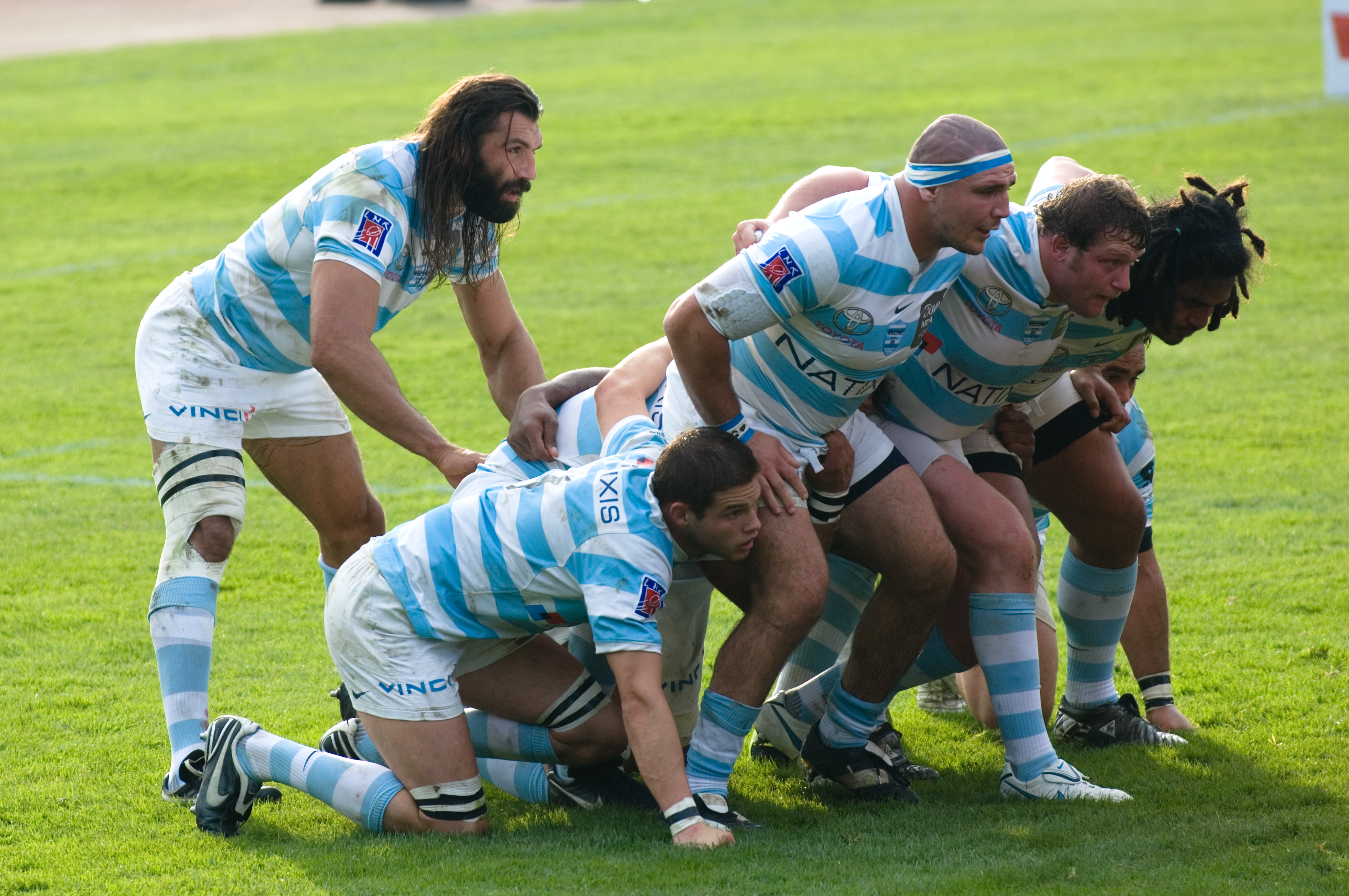
Chabal (izda.) con el Racing Métro 92.

Sébastien Chabal (Valence, Drôme, 8 de diciembre de 1977) es un exjugador francés de rugby que se desempeñaba como tercera línea. Integró la selección de rugby de Francia hasta 2011, cuando se quedó fuera de la lista de convocados para la Copa Mundial de Rugby de 2011.

## Biografía
Nació en la ciudad de Valence y fue criado en Beauvallon. Se le reconoce por su barba y cabello largo, lo que motivó que los aficionados franceses lo llamaran "L'homme des Cavernes" (el hombre de las cavernas).
Su primera aparición como internacional fue el 4 de marzo del 2000 ante Escocia. Ha jugado 62 partidos con Francia y ha marcado seis ensayos, dos de ellos contra Italia en el Torneo de las Seis Naciones 2007, uno decisivo contra Inglaterra en las clasificatorias para la Copa del Mundo de Rugby del 2007, dos contra Namibia en la misma Copa Mundial de Rugby de 2007 y uno contra Italia en el Torneo de las Seis Naciones 2009.
Fue incluido en la selección francesa que participó en la Copa Mundial de Rugby de 2003 que se jugó en Australia, jugando partidos contra Estados Unidos, Japón y Nueva Zelanda. Ha jugado varias veces en el Torneo de las Seis Naciones, incluyendo las ediciones de 2007 y 2010 (Grand Slam), que ganó Francia.
En mayo de 2011, fue suspendido 30 días por la Comisión Disciplinaria de la Liga Nacional de Rugby (LRN), por criticar a los árbitros del Top 14, perdiéndose las semifinales contra el Montpellier Hérault Rugby Club. Antes de acabar la temporada por culpa de la sanción, había jugado 18 partidos, consiguiendo 20 puntos en forma de 4 ensayos.
El 2 de febrero de 2012, rescindió su contrato con el Racing Métro 92, por culpa de una fuerte discusión con su entrenador Pierre Berbizier. Una vez se abrió el mercado de transferencias, en abril de 2012, llegó a un acuerdo con el Lyon Olympique, por un contrato de 2 años, tras el cual se retiró.
Era el preferido tanto entre los aficionados del club donde jugaba como entre los franceses, teniendo una gran cantidad de seguidores que se llaman a sí mismos "chabalistas". Sus aficionados cantaban un estribillo 'Mmmm Chabal!” que es una parodia de un comercial de "French 100% pure beef" cuyo eslogan es “Mmmm Charal”.

## Palmarés

### Club

#### Bourgoin-Jallieu
- Finalista de la European Challenge Cup (1999)
- Finalista de la Copa de Francia (1999 y 2003)
- Finalista de la Challenge Sud-Radio (2003)

#### Sale Sharks
- Campeón de la European Challenge Cup (2005)
- Campeón de la Liga de Inglaterra (2006)
- Campeón del Trofeo de Campeones (2006)

#### Racing Métro 92
- Semifinalista de la Liga de Francia (2011)

### Selección nacional

#### Copa del Mundo
| Edición        | Posición | Resultados de Francia | Resultados de Chabal | Partidos jugados de Chabal |
| -------------- | -------- | --------------------- | -------------------- | -------------------------- |
| Australia 2003 | 4º       | 5 v, 0 n, 2 d         | 2 v, 0 n, 1 d        | 3/7                        |
| Francia 2007   | 4º       | 4 v, 0 n, 3 d         | 3 v, 0 n, 3 d        | 6/7                        |

Leyenda: V = Victoria ; N = Empate ; D = Derrota.

#### Torneo de las Seis Naciones
| Edición            | Posición   | Resultados de Francia | Resultados de Chabal | Partidos jugados de Chabal |
| ------------------ | ---------- | --------------------- | -------------------- | -------------------------- |
| Seis naciones 2000 | 2º         | 3 v, 0 n, 2 d         | 1 v, 0 n, 0 d        | 1/5                        |
| Seis naciones 2003 | 3º         | 3 v, 0 n, 2 d         | 1 v, 0 n, 2 d        | 3/5                        |
| Seis naciones 2005 | 2º         | 3 v, 0 n, 2 d         | 1 v, 0 n, 0 d        | 1/5                        |
| Seis naciones 2007 | Campeón    | 4 v, 0 n, 1 d         | 2 v, 0 n, 1 d        | 3/5                        |
| Seis naciones 2009 | 3º         | 3 v, 0 n, 2 d         | 3 v, 0 n, 2 d        | 5/5                        |
| Seis naciones 2010 | Grand Slam | 5 v, 0 n, 0 d         | 3 v, 0 n, 0 d        | 3/5                        |
| Seis naciones 2011 | 2º         | 3 v, 0 n, 2 d         | 2 v, 0 n, 2 d        | 4/5                        |

Leyenda: V = Victoria ; N = Empate ; D = Derrota.